# 일본 소비자청

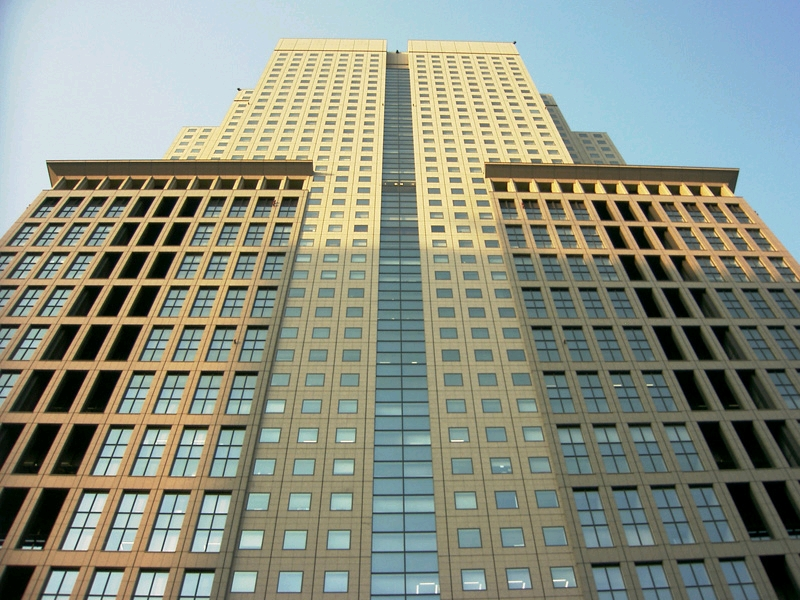
소비자청이 설치된 산노파크타워

소비자청(일본어: 消費者庁, 영어:  Consumer Affairs Agency)은 일본의 행정기관의 하나이다. 내각부의 외국(外局)이다. 약칭은 CAA.

## 개요
소비자청은 소비자의 관점에서 정책 전반을 감시하는 조직의 실현을 목표로, 2009년 (헤이세이 21년) 5월에 관련법이 성립하고, 같은 해 9월 1일에 발족했다.
부국제를 채택하고 있지 않고, 심의관 바로 아래에 과가 설치되어있다. 정규 직원이 200명 정도에 머무르게 하기 위해 현장조사와 처분을 하는 소비자안전과는 20~30명 정도 밖에 직원이 확보되지 못했다.. 따라서 수사나 규제 지식과 경험이 풍부한 경찰이나 일본 공정거래위원회의 OB를 비상근직원으로 100명 규모로 고용하고, 현장 조사 등에 이들을 적극적으로 투입할 방침을 세웠다..
또한 제3자 기관으로 내각부본부에 소비자위원회가 설치된다. 소비자위원회는 내각부의 심의회등으로 설치되어, 내각총리대신에 의해 임명된 위원 10명 이내로 편성된다. 사무국을 두는 것 외에 필요에 따라 임시위원회위원, 전문위원이 놓인다.

## 조직
- 소비자청장관
- 소비자청차장
  - 심의관 (3명)
    - 총무과
    - 정책조정과
    - 기획과
    - 소비자정보과
    - 지역협력과
    - 소비자안전과
    - 거래·물가 대책과
    - 표시대책과
    - 식품표시과
    - 참사관

## 역대 장관
| 대  | 성명              | 취임일          | 퇴임일          | 주요 경력                        |
| --- | ----------------- | --------------- | --------------- | -------------------------------- |
| 1대 | 우치다 슌이치     | 2009년 9월 1일  | 2010년 8월 11일 | 내각 대변인, 내각부 사무 차관    |
| 2대 | 후쿠시마 히로히코 | 2010년 8월 11일 | 2012년 8월 10일 | 주오학원대학 교수, 아비코시 시장 |
| 3대 | 아난 히사         | 2012년 8월 10일 | 현직            | 전국소비자단체연락회 사무국장    |

## 연혁
소비자청은 2008년 (2008년) 1월 18일에 총리 후쿠다 야스오가 제169회 국회 (상설국회)에서 실시한 시정방침 연설에서 보여준 '소비자 행정을 통일적, 일원적으로 추진하기 위한 강력한 권한을 가진 새로운 조직'의 구상을 구체화한 행정기관이다.
후쿠다는 "소비자 행정의 사령탑으로, 소비자의 안전, 안심에 관한 문제에 대해 폭넓게 소관하고 소비자의 관점에서 모니터링하는 강력한 권한을 가진 소비자청을 내년도에 출범하고 조속히 사무작업에 착수할 것이다."라고 각 부처에 대한 시정권고 권한을 새로운 기관에 부여할 생각을 밝혔다. 또한 "소비자청 설립은 행정 조직의 비대화를 초래되어서는 안된다. 각 성(부)의 중복이나 시대에 뒤쳐진 조직 정리로 이어져야 한다"는 방침을 표명하고, 소비자청의 직원은 다른 부처에서 대체하여 행정의 비대화를 방지하고 동시에 종적 행정의 폐해 해소와 작은 정부의 실현을 목표로하라고 지시했다.

(중략) 국민에게 새로운 활력을 주고 삶의 질을 높이기 위해 지금까지의 생산자 · 공급자의 입장에서 만들어진 법률, 제도, 심지어는 행정이나 공적 기관을 국민 본위의 것으로 수정해야 합니다. 국민의 안전과 복지를 위해 설치된 관공서나 공공기관이 어떠한 경우에는 오히려 국민에게 해가 되는 경우가 속출하고 있습니다. 나는 이런 모습을 본래의 형태로 되돌리는 데에 최선을 다하고자합니다. 

올해를 '생활자나 소비자가 주역이되는 사회'를 향한 시작의 해로 하여, 각 제도를 검토할 것입니다. 현재 진행하고 있는 법률과 제도의 "국민의 눈에 의한 총점검" 이외에 식품표시의 위장문제에 대한 대응 등 각 부처가 종적으로 연결되어 있는 소비자행정을 통일적 · 일원적으로 추진하기 위해 강한 권한을 가진 새로운 조직을 출범시킵니다. 아울러 소비자행정담당대신(장관)을 상설합니다. 새로운 조직은 국민의 의견과 불만의 창구가 되고, 정책에 직결시켜 소비자를 주역으로하는 정부의 키잡이 역할을 할 것입니다. 이미 검토를 시작하였으며, 가능한 조기에 구체적인 모양을 갖출 예정입니다. (중략)
— 후쿠다 야스오 총리의 시정 방침 연설 (2008년 1월 18일)

이렇게 소비자청 설치는 후쿠다 야스오 내각이 추진하는 정책의 하나이며 총리가 수시로 개최하는  소비자 행정 추진 회의(2008년 2월 8일 각의 결정에 의해 설치)에서 조직 · 소관 법령의 내용 등에 대하여 검토되었다. 이 회의는 단장인 사사키 다케시 외 11명의 위원으로 조직되어 회의 서무는 내각관방에 둔 소비자행정일원화 준비실이 이루어져야했다. 회의는 위원 외에 정부 참석자도 있으며, 월2회로 진행됐다.
이 회의는 같은 해 4월 23일 제6차 회의 후 "소비자청(가칭)의 설립을 위해"라는 제목으로 소비자청 소관, 자리매김 등 "6가지 기본방침"이라고 국민본위 행정실현 등 "지켜야 할 3원칙'을 정리한 문서를 발표하고, 같은 해 6월 13일에 최종 보고서인 '소비자 행정 추진회 정리 ~ 소비자 · 생활자의 시점의 행정으로의 전환 ~ "를 발표했다. 후쿠다 내각은 당월 말에 보고서 내용을 바탕으로 한 "기본 계획"을 각의 결정하고, 같은 해 9월 29일 아소 내각이 제170회 국회(임시회)에 "소비자청 설치 법안" 및 관련 법안을 제출했다. 이 국회에서 이 법안은 통과되지 못하고, 회기 말에서 계속 심의되었다.
이 법안은 제171회 국회(상설국회) 중의원 소비자 문제 특별위원회에서 심의됐다. 그 결과 위원회는 소비자위원회를 설치하는 등의 공동 수정안이 제출되어 2009년 (헤이세이 21년) 4월 16일에 공동 수정안을 만장일치로 가결, 다음 17일에는 위원장보고대로 중의원 본회의에서도 공동수정안을 만장일치 통과시켰다. 법안을 송부받은 참의원에서도 소비자문제특별위원회에서 심의되어 동년 5월 28일에위원회의 만장일치로 가결, 다음 29일에는 참의원 본회의에서 만장일치로 가결 성립했다.
2010년 6월, 소비자청 첫해 실적에 대해, 신고된 소비자 사고 정보의 90%에 대응할 수 없었던 것이 보도되었다. 소비자청 측은 심각한 인력 부족이 원인으로 보고있다.

## 소비자 행정 추진회 정리 개요

### 본문
소개
- 소비자 행정의 새로운 조직의 창설은 소비자의 관점에서 진정한 의미에서의 '행정개혁'의 거점
- 새로운 조직이 강력한 권한과 필요한 인력을 제공하는데, 소비 생활 센터 강화 충실을 전제로 한 긴밀한 전국 네트워크가 조속히 구축될 필요
- 새로운 조직의 활동의 지속적인 강화에 충실하여 소비자의 목소리를 진지하게 받는 구조가 필수적

새로운 조직이 갖추어야 할 6 가지 원칙
1. 소비자에게 편리하고 알기 쉬워야 함
2. 소비자가 혜택을 충분히 실감할 수 있어야 함
3. 신속한 대응
4. 전문성 확보
5. 투명성 확보
6. 효율성 확보

소비자가 의지할 수 있고, 알기 쉬운 일원적 상담 창구 설치
1. 일원적 창구 설치
2. 국가, 지방 겸한 소비자 행정 강화

소비자청 (가칭)의 설치 및 기능
1. 소비자청 설치와 조직법
2. 정보의 통합 분석 기능, 사령탑 기능
3. 소비자 피해의 방지 및 틈새 사안에 대한 대응 등을 위한 새로운 법
4. 개별 작용 법의 소관 (별지 참조)

소비자청 체제의 본연의 자세
1. 내부 조직의 본연의 자세
2. 소비자 정책위원회(가칭) 설치
3. 소비자청 규모

소비자청 설립을 위한 일정
- 내년부터 소비자청을 발족, 내각부에 소비자청 사령탑 기능을 선행 실시
- 본 정리 내용을 기본으로 즉시 정부의 기본 계획으로 각의결정

### 별지
개별작용법 소관의 내용의 개요
| 법률 이름                                               | 법률 이름                | 법률 이름                   | 구체적인 내용 |
| ------------------------------------------------------- | ------------------------ | --------------------------- | --- |
| 표시                                                    | 경품표시법               | 경품표시법                  | 소비자청에 이관 |
| 표시                                                    | JAS 법                   | JAS 법                      | 표시기준의 기획입안, 집행을 소비자청에 이관함. 표시기준 책정 · 개정에 있어서 농림수산성과의 미리 협의 · 동의. 농림수산성은 방안을 갖추고 표시 기준의 책정 · 개정을 요청 허용, 법 집행의 일부에 대해 농림 수산부 장관에게 위임한다. |
| 표시                                                    | 식품 위생법              | 식품 위생법                 | 표시기준의 기획 입안, 집행을 소비자청에 이관. 표시기준책정 · 개정에 있어서 후생노동성 미리 협의. 후생노동성은 표시기준의 책정 · 개정을 요청 가능.                                                                                  |
| 표시                                                    | 건강증진법               | 건강증진법                  | 표시기준의 기획 입안, 집행을 소비자청에 이관함. 표시기준의 책정 · 개정에 있어서 후생노동성에 협의한다. |
| 표시                                                    | 가정용품품질 표시법      | 가정용품품질 표시법         | 표시 기준의 기획 입안, 집행을 소비자청에 이관함. 표시기준 책정에서 경제산업성에 미리 협의한다. 경제산업성은 방안을 갖추고 표시 표준의 책정 · 개정을 요청 가능. 법의 집행 부분에 대해서는, 경제산업성에 위임한다.                   |
| 표시                                                    | 주택품확법               | 주택품확법                  | 표시 등의 기획 입안, 표시기준의 책정은 공동관리함. 집행은 국토교통성이 실시하지만, 소비자청이 권고한다. |
| 거래                                                    | 소비자계약법             | 소비자계약법                | 소비사람 청에 이관. |
| 거래                                                    | 무한연쇄강방지법         |                             | 소비사람 청에 이관. |
| 거래                                                    | 특정 상품 예탁 법        |                             | 소비사람 청에 이관. |
| 거래                                                    | 전자소비자계약법         | 전자소비자계약법            | 내각부 소관 부분에 대해 소비자청에 이관함. |
| 거래                                                    | 특정상거래법             | 특정상거래법                | 소비자보호에 관한 기획 입안, 집행을 소비자청에 이관함. 소비자청은 집행을 일원적으로 실시한다. 경제산업성은 상일반 등의 입장에서 연계함.                                                                                            |
| 거래                                                    | 특정 전자 메일 법        | 특정 전자 메일 법           | 소비자보호의 관점에서 행할 조치명령 등에 대해 소비자청에 이관 . |
| 거래                                                    | 금융상품인기상품         | 금융상품인기상품            | 소비자청도 소관에 참가한다. |
| 거래                                                    | 출자법                   |                             | 소비자청도 소관에 참가한다. |
| 거래                                                    | 산업법                   | 대금업법                    | 기획은 공동관리. 등록 · 면허, 검사, 처분은 각 부처가 실시하지만, 소비자청은 처분권고권한을 가지며 따라서 검사권한을 가진다. 또한 처분에 대해 사전 협의를 받는다.                                                                   |
| 거래                                                    | 산업법                   | 할부판매법                  | 기획은 공동관리. 등록 · 면허, 검사, 처분은 각 부처가 실시하지만, 소비자청은 처분권고권한을 가지며 따라서 검사권한을 가진다. 또한 처분에 대해 사전 협의를 받는다.                                                                   |
| 거래                                                    | 산업법                   | 택건업법 (택지건물거래업법) | 기획은 공동관리. 등록 · 면허, 검사, 처분은 각 부처가 실시하지만, 소비자청은 처분권고권한을 가지며 따라서 검사권한을 가진다. 또한 처분에 대해 사전 협의를 받는다.                                                                   |
| 거래                                                    | 산업법                   | 여행업법                    | 기획은 공동관리. 등록 · 면허, 검사, 처분은 각 부처가 실시하지만, 소비자청은 처분권고권한을 가지며 따라서 검사권한을 가진다. 또한 처분에 대해 사전 협의를 받는다.                                                                   |
| 안전                                                    | 제조물 책임법            | 제조물 책임법               | 소비자청에 이관. |
| 안전                                                    | 식품안전기본법           | 식품안전기본법              | 소비자청에 이관. 그러나 식품안전위원회의 설치 등에 관한 규정의 소관에 대해서는 계속 검토. |
| 안전                                                    | 개정소비생활용제품안전법 | 개정소비생활용제품안전법    | 중대 사고 정보보고 · 공표 제도를 이관 안전 기준의 책정함에 있어서 협의를 받는다. |
| 안전                                                    | 식품위생법               | 식품위생법                  | 안전 기준을 책정함에 있어서 협의를 받는다. |
| 안전                                                    | 유해물질 가정용품 규제법 |                             | 안전 기준을 책정함에 있어서 협의를 받는다. |
| 소비자 · 소비자가 주역이되는 사회의 구축 등에 관한 법률 | 소비자 기본법            | 소비자 기본법               | 소비자청에 이관. |
| 소비자 · 소비자가 주역이되는 사회의 구축 등에 관한 법률 | 국민생활센터법           |                             | 소비자청에 이관. |
| 소비자 · 소비자가 주역이되는 사회의 구축 등에 관한 법률 | 개인정보보호법 (일본)    |                             | 소비자청에 이관. |
| 소비자 · 소비자가 주역이되는 사회의 구축 등에 관한 법률 | 공익제보자보호법         |                             | 소비자청에 이관. |
| 소비자 · 소비자가 주역이되는 사회의 구축 등에 관한 법률 | 특정비영리활동촉진법     |                             | 소비자청에 이관. |
| 소비자 · 소비자가 주역이되는 사회의 구축 등에 관한 법률 | 국민생활안정긴급조치법   |                             | 소비자청에 이관. |
| 소비자 · 소비자가 주역이되는 사회의 구축 등에 관한 법률 | 매점 및 매석 방지법      |                             | 소비자청에 이관. |
| 소비자 · 소비자가 주역이되는 사회의 구축 등에 관한 법률 | 물가통제령               |                             | 소비자청에 이관. |